# Крейдяне (Біловодська селищна громада)
Крейдяне́ — село в Україні, у  Біловодській селищній громаді Старобільського району Луганської області. Населення становить 189 осіб.

## Населення
За даними перепису 2001 року населення села становило 189 осіб, з них 87,83% зазначили рідною мову українську, а 12,17% — російську.